# شبح طلا
شبح طلا (انگلیسی: The Gold Ghost) یک فیلم کوتاه کمدی به کارگردانی چارلز لمانت و باستر کیتون است که در سال ۱۹۳۴ منتشر شد.

## گزیدهٔ بازیگران
- باستر کیتون
- وارن هایمر
- ویلیام وورتینگتون
- لوید اینگراهام
- لیو ویلیس
- بیلی انگل
- اَل تامپسون